# Al Solo
Al Solo (настоящее имя — Альбе́рт Евге́ньевич Красно́в; род. 11 ноября 1977) — российский рэп-исполнитель, автор песен, музыкальный продюсер, редактор журналов Hip-Hop Info и «100 %», генеральный директор лейбла 100Pro, основатель и бывший участник рэп-группы «Белые братья», бывший участник хип-хоп-объединения «Бурлаки на Волге», нынешний участник и основной битмейкер рэп-группы Bad Balance.
В начале 90-х Альберт Краснов начал заниматься брейк-дансом, в результате чего в 1994 году создал танцевальную группу «Белые братья», с которой занял первое место на молодёжном региональном фестивале «Стартинейджер». В конце 1995 года группа стала музыкальной, а через три года заняла второе место на ежегодном международном фестивале Rap Music '98. За время своего существования группа «Белые братья» выпустила два альбома, «По белому чёрным» (1998) и «Крутым парням солнце светит всегда!» (2001), последний из которых был помещён порталом Rap.ru в список главных альбомов русского рэпа.
В 2002 году Al Solo вошёл в состав рэп-группы Bad Balance, с которой он выпустил восемь альбомов, пять из которых являются концептуальными: «Легенды гангстеров» (2007), «Семеро одного не ждут» (2009), «Криминал 90-х» (2013), «Северная мистика» (2014), «Политика» (2016). В 2000-х Al Solo выпустил два сольных альбома: «Она была сукой» (2004) и «Шик» (2010). Первый альбом был назван порталом Rap.ru «одним из по-настоящему качественных релизов прошедшего года», заглавная песня «Она была сукой» была включена в саундтрек к фильму «Даже не думай 2: Тень независимости», а видеоклип на неё попал в ротацию телеканала «MTV Россия».
С 2005 года Al Solo занимается саунд-продюсированием хип-хоп-исполнителей лейбла 100Pro, самыми успешными из которых стали «Ёлка» и «Игра слов», чьи песни под музыку от Эла Соло находятся в ротации нескольких российских радиостанций с 2005 года.

## Биография

### Детство и юность
Альберт Краснов родился в Новочебоксарске 11 ноября 1977 года. В 1990 году в возрасте 12 лет Краснов вместе с родителями переехал из города Новочебоксарск в Чебоксары. Поскольку отец Краснова, музыкант по профессии, играл на скрипке, то и сына он отдал в детскую музыкальную школу по классу скрипки. Первые песни в стиле рэп Альберт услышал в передаче «Американская двадцатка», которую его отец записывал с эфира «радио Маяк». В том же году отец Краснова повёл сына на концерт ленинградской группы «Русские» в Чувашский государственный музыкальный театр, где на разогреве с пятью песнями выступала советская рэп-группа «Чёрное и Белое». Под впечатлением от увиденного Альберт начал писать свои первые песни. В том же году Краснов познакомился с Сергеем «МухАмоРом» Михайловым, чей старший брат занимался фарцовкой одежды и аудиокассет в стиле рэп. Тогда же Альберт и Сергей под домашнее пианино записали первые демо-записи. В 1992 году Краснов и Михайлов начали обучаться брейк-дансу: сначала посещали школьный кружок танцев, а затем записались в танцевальную секцию в местном Дворце пионеров, где хореографа звали «Папа».

### Белые братья
19 февраля 1994 года Краснов выступил в составе танцевального брейк-данс-коллектива «Белые братья» на молодёжном региональном фестивале «Стартинейджер», где в итоге команда заняла первое место. В состав команды входило шесть человек: Альберт Краснов («Эл»), Сергей Михайлов («МухАмоР»), преподаватель танцев «ПаПа», «Старк» и ещё двое парней, которые потом покинули коллектив. Позже к команде присоединился Евгений Васильев («Ленин»). Танцами коллектив занимался два года, после чего стал музыкальной рэп-группой. Всю музыку и тексты в группе писал один человек — «Эл». Впоследствии Михаил Кацман предложил группе стать их продюсером. 13 декабря 1998 года трио заняло второе место на фестивале Rap Music.
Дебютный альбом группы «Белые братья» под названием «По белому чёрным» был выпущен в Чебоксарах небольшим тиражом лейблом KM PRO 24 декабря 1998 года при поддержке Pavian Records. Летом 1999 года группа «Белые братья» вошла в состав хип-хоп-объединения «Бурлаки на Волге». В мае 2001 года музыкальное издательство «Студия Миксмедиа» выпустило второй альбом под названием «Крутым парням солнце светит всегда!». Осенью 2001 года «Эл» и «МухАмоР» поссорились, в результате чего группа прекратила своё существование.

### Сольная карьера
В конце 2001 года Влад «ШЕFF» Валов предложил «Элу» написать восьмой выпуск журнала «Hip-Hop Info», который вышел в феврале 2002 года. Там же впервые было опубликовано заявление о том, что «Эл Который» — новый член Bad Balance. Тогда же Краснов сменил псевдоним с «Эл Который» на «Эл Соло».
В 2002 году «ШЕFF» и «Эл Соло» создали лейбл «100Pro» и арендовали офис напротив ГУМа, где поначалу занимались только выпуском журнала «100 %», редактором которого был «Эл». Затем «ШЕFF» нашёл инвестора, благодаря которому они открыли в этом же здании магазин одежды «100 %», которому было уделено два этажа, а на третьем этаже здания располагался офис «100 %» и позже была построена студия звукозаписи. На этой студии был записан следующий альбом группы Bad Balance, «Мало-по-малу» (2003). Здесь же Al Solo начал писать свой сольный альбом. В 2003 году Al Solo принял участие в записи альбомов Мастера ШЕFFа, Bad B., X-Team, «Ю.Г.», «Злой Дух», а также спродюсировал самарскую рэп-группу «Солдаты бетонной лирики» (Шайн и Капа). Al Solo стал организатором и жюри ежегодного международного фестиваля Rap Music.
18 мая 2003 года группа «Белые братья» выступила в качестве гостей на четвёртом международном хип-хоп-фестивале «Кофемолка» в Чебоксарах. «Эл» и «Ленин» также были ведущими фестиваля, а «МухАмоР» был членом жюри в номинации «рэп». На фестивале Al Solo дал интервью для кировской радиопередачи о хип-хоп-музыке «Blackout FM». 16 мая 2004 года Al Solo в составе группы Bad Balance выступил в качестве гостя на пятом международном хип-хоп-фестивале «Кофемолка» в Чебоксарах.
1 декабря 2004 года Al Solo выпустил дебютный студийный альбом под названием «Она была сукой» на лейбле «100Pro». Согласно пресс-релизу, альбом является новым взглядом на современный рэп, уникален богатой лирикой, замешанной на уличном сленге и тематике пентхауса. Множество историй и любовных похождений подано с изрядной долей юмора. Al Solo — персонаж ночных клубов, случайных связей и лёгкой жизни. Заглавная песня «Она была сукой» была включена в саундтрек к фильму «Даже не думай 2: Тень независимости». Подробнее об альбоме Al Solo рассказал в интервью для сайта Rap-Style.Ru.
C 2005 года Al Solo работает саунд-продюсером проектов лейбла «100Pro»: Bad Balance, «Ёлка», «Игра слов», Капа. C 2005 по 2007 год был ведущим хип-хоп-программы Studio 100Pro на «Радио Энергия». В период с 2008 по 2010 год работал над вторым альбомом. 30 апреля 2010 года Al Solo выпустил второй студийный альбом под названием «Шик» на лейбле «100Pro». В поддержку выхода альбома было снято два видеоклипа на песни «Шик!!!» и «Досье», в записи которой приняли участие «МухАмор» и «Ленин» (Белые братья).
В 2009 году Al Solo дал интервью для документального сериала «Хип-хоп в России: от 1-го лица».
В 2013 году ШЕFF и Al Solo рассказали о новом альбоме «Криминал 90-х» группы Bad Balance в интервью журналу «Афиша».
В 2015 году рэпер Карандаш в интервью для портала The Flow назвал Al Solo своим учителем: «Белые братья были родной группой, из Чебоксар. Ленин в ней пел. Всему, что я в рэпе знаю, меня научил он и Al Solo из Bad Balance».
В 2016 году Al Solo основал школу рэпа «MyRapGame», в рамках которой стал заниматься онлайн-продюсированием.
В 2017 году Al Solo и беременная участница «100Pro», Кима, выпустили совместный клип «Люблю тебя я, дура!». Также рэпер спродюсировал этот трек, как и весь последний альбом Кимы, «Женский рэп».
В 2018 году Al Solo совместно с ШЕFFом и новым исполнителем лейбла «100Pro», Jahn, выпустили видеоклип на песню «Хип-хоп с именами». По словам авторов, клип демонстрирует три разных стиля, три разных цвета хип-хоп-культуры, объединённые одной идеей, где каждый из МС доносит свою позицию на тему «что есть рэп сегодня».
В 2018 году Al Solo дал интервью для видеоблога Inside Show, где он рассказал, почему не будет реюниона «Белых братьев», чем плох современный рэп, почему поругались с Капой, когда будет новый сольный альбом, что такое волжский стиль и можно ли критиковать Влада Валова.
В 2019 году ШЕFF и Al Solo в составе группы Bad Balance выпустили новый клип «Удача», в котором чёрный и белый ангелы играют в настольную игру, напоминающую шахматы, руководя таким образом человеческими судьбами.

## Критика
В 2005 году главный редактор портала Rap.ru, Андрей Никитин, назвал альбом «Она была сукой» рэпера Al Solo «одним из по-настоящему качественных релизов прошедшего года», добавив, что «столь качественные и профессиональные работы выходят в русрэпе не каждый день»:
Эл щедро наполнил альбом хитами — к таковым можно причислить и джи-юнитообразное «Соло самой весомой персоны», и титульный «Она была сукой», и лиричный «Как много слов», и достойный быть воплощенным на видео «Сколько лет прошло», и «Последнее послание», где певица Ёлка делает Мэрайю Кэри (во всех смыслах). Особняком на альбоме трек «Свали с моего пути» при участии Шеff`а и с музыкой Злого (Злой Дух). Текст, возможно, спорный, но техника на высоте. Шеff — один из немногих, кто не просто знает, что такое flow, но и наглядно это демонстрирует.
В 2007 году главный редактор портала Rap.ru, Андрей Никитин, поместил альбом «Крутым парням солнце светит всегда!» группы «Белые братья» в список главных альбомов русского рэпа.

## Награды
19 февраля 1994 года группа «Белые братья» заняла первое место на молодёжном региональном фестивале «Стартинейджер» в чебоксарском Дворце пионеров.
13 декабря 1998 года группа «Белые братья» заняла второе место на ежегодном международном рэп-фестивале Rap Music '98 в московском Дворце молодёжи, исполнив песни «Всё переменится» и «Автобелография».

## Дискография
Сольные альбомы
- 2004 — Она была сукой
- 2010 — Шик

Компиляции
- 2015 — Фиты

В составе группы Белые братья
- 1998 — По белому чёрным
- 2001 — Крутым парням солнце светит всегда!

В составе группы Bad Balance
- 2003 — Мало-по-малу
- 2007 — Легенды гангстеров
- 2009 — Семеро одного не ждут
- 2012 — World Wide
- 2013 — Криминал 90-х
- 2014 — Северная мистика
- 2016 — Политика
- 2021 — Из андеграунда

### Чарты и ротации
С 2003 по 2004 год песни «Я улыбаюсь», «На крыше» и «Крутым парням солнце светит всегда!» группы «Белые братья» прозвучали в хип-хоп-передаче «Фристайл» на «Нашем Радио».
В 2003 году песня «Тихо тают дни» группы Bad Balance попала в ротацию радио «Максимум», где она впервые прозвучала 24 октября 2003 года, продержалась тринадцать недель в «хит-параде двух столиц» с 14 ноября 2003 года по 27 февраля 2004 года и заняла 25 место в «лучшей сотне хитов радио Максимум за 2004 год».
С 2005 по 2009 год в ротации нескольких радиостанций оказались девять песен R&B-певицы «Ёлки», автором музыки к которым является Al Solo: «I Want To Be A Movie Star» (2005), «Хорошее настроение» (2005), «Девочка-студентка» (2006), «Террор» («Зачем?!») (2006), «Мальчик-красавчик» (2006), «Наводнение» (2006), «Горы» (2006), «Точки — города» (2007) и «Твои слова» (2009). И одна песня, автором слов к которой является Al Solo: «Две розы» (2005).
С 2006 по 2011 год в ротации нескольких радиостанций оказались шесть песен группы «Игра слов», автором музыки к которым является Al Solo: «Жасмин» (2006), «Фэйс-контроль» (3 версии) (2006), «Любовь на колёсах» (2007), «Куба» (2007), «Buongiorno» (2010) и «Питер-Сочи» (2011). И две песни, автором слов к которым является Al Solo: «Болей за наших» (2008) и «Захотим — победим» (2008).
С 2007 по 2012 год в ротации нескольких радиостанций оказались три песни группы Bad Balance, автором музыки к которым является Al Solo: «Дон Хосе» (2007), «Человек-поэт» (2009) и «Летняя история» (2012).